# Meleaba bimacula
Meleaba bimacula är en fjärilsart som beskrevs av William Schaus. Meleaba bimacula ingår i släktet Meleaba och familjen Uraniidae. Inga underarter finns listade i Catalogue of Life.